# Wilhelm Knochenhauer

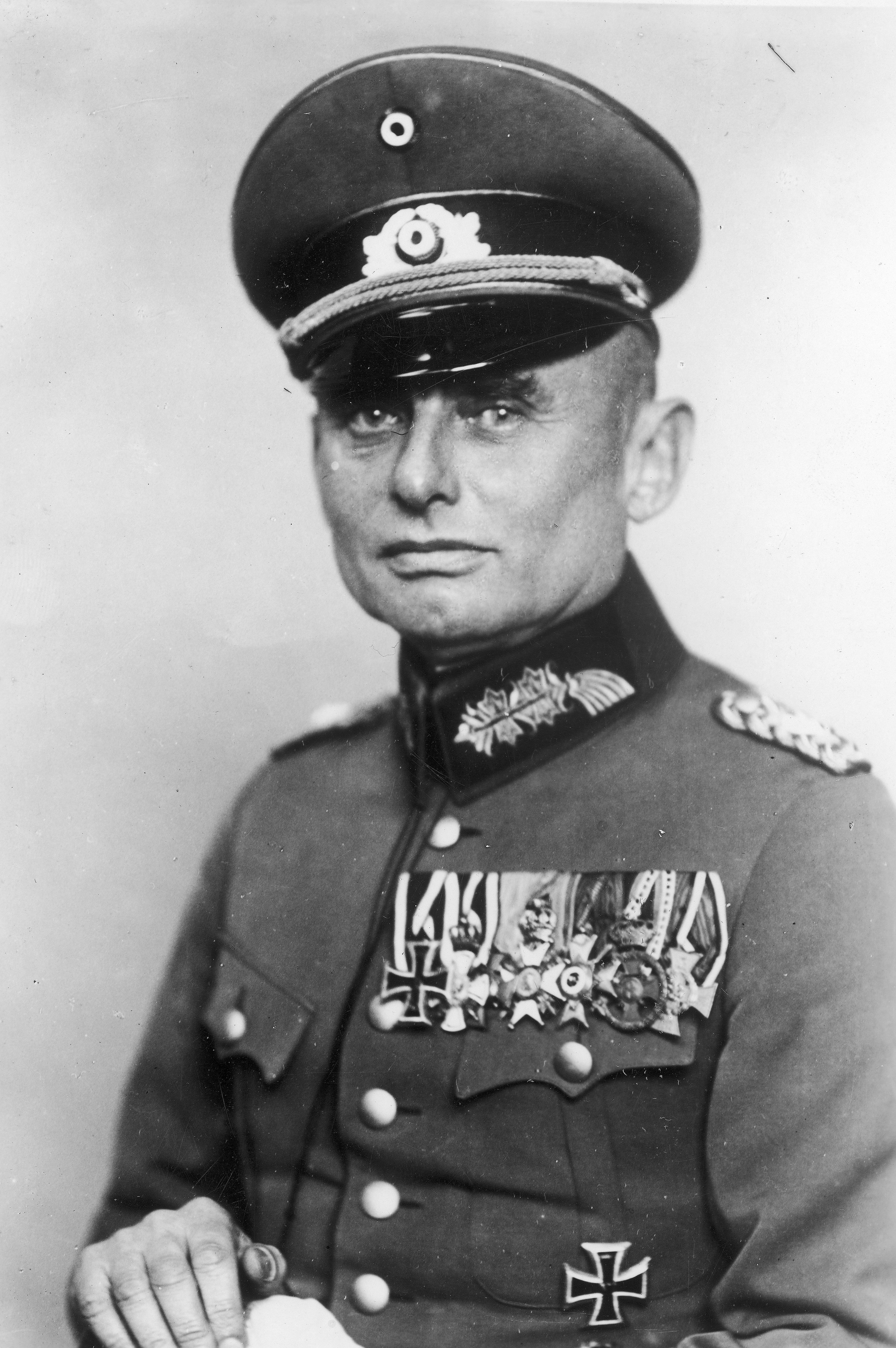
Wilhelm Knochenhauer

Wilhelm Knochenhauer (* 23. Juli 1878 in Meiningen; † 28. Juni 1939 in Hamburg) war ein deutscher General der Kavallerie.

## Leben
Knochenhauer war der Sohn eines Oberforstmeisters. Er trat am 13. April 1899 als Fahnenjunker in das Infanterie-Regiment Nr. 97 der Preußischen Armee ein. Am 16. Dezember 1900 erfolgte die Beförderung zum Leutnant. Knochenhauer absolvierte ab Oktober 1907 für drei Jahre die Kriegsakademie in Berlin, stieg Mitte Oktober 1909 zum Oberleutnant auf und war von März bis September 1911 zum Großen Generalstab kommandiert. Anschließend diente er als Regimentsadjutant in seinem Stammregiment und wurde am 1. Oktober 1913 unter Beförderung zum Hauptmann zum Adjutanten der Inspektion der Kriegsschulen ernannt.
Im Ersten Weltkrieg diente Knochenhauser zunächst als Kompaniechef im 2. Garde-Reserve-Regiment und wurde im November 1914 verwundet. Im Mai 1918 avancierte er zum Major und war vom 3. September 1918 über das Kriegsende hinaus bis zum 1. Oktober 1919 Erster Generalstabsoffizier des XXV. Reserve-Korps. Für sein Wirken erhielt er neben beiden Klassen des Eisernen Kreuzes das Ritterkreuz des Königlichen Hausordens von Hohenzollern mit Schwertern.
Am 1. Oktober 1931 wurde er zum Generalmajor befördert. Er befehligte vom 1. November 1931 bis 30. November 1933 die 3. Kavallerie-Division in Weimar. Am 1. Oktober 1933 wurde Knochenhauer zum Generalleutnant befördert. Von Mai 1935 bis März 1939 wirkte er als Kommandierender General des X. Armeekorps sowie Befehlshaber des Wehrkreises X in Hamburg. Am 1. Januar 1936 erhielt er die Beförderung zum General der Kavallerie.

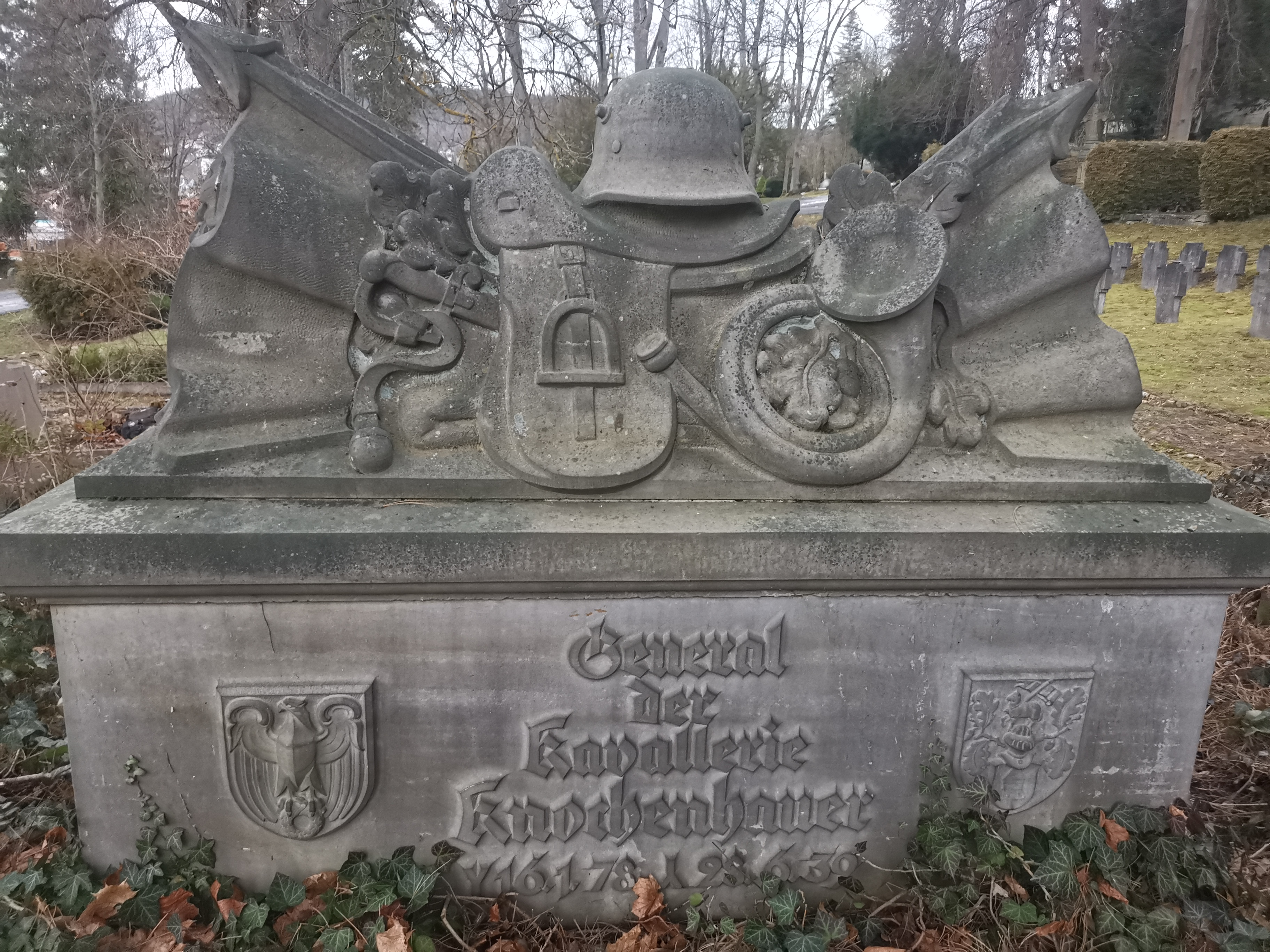
Grabmal Parkfriedhof Meiningen

Am 2. Juli 1939 nahm Hitler an einem mit großem Propagandaaufwand auf dem Rathausmarkt inszenierten Staatsakt für den verstorbenen General teil, der zu den Anhängern der NSDAP gehört hatte.